# Oscar Spaans
Oscar Spaans (Heemskerk, 1988) is een Nederlandse journalist, columnist en schrijver. Sinds 2021 schrijft hij voor het Noordhollands Dagblad. Voor die tijd werkte hij vijftien jaar lang bij een verhuisbedrijf en maakte tussendoor lange reizen naar Australië, Nieuw-Zeeland, Zuidoost-Azië en het Himalayagebied. Ervaringen die hij in deze periode als verhuizer opdeed, verwerkte hij in zijn fictiedebuut Vacuüm uit 2019.

## Gifschandaal
In 2024 plaatste de gemeente Beverwijk waarschuwingsborden voor gladheid in het Aagtenpark vanwege opborrelend bruin water. Toen Bos een monster van het water liet onderzoeken bleek het extreem basisch te zijn. Een expert vermoedde dat dit hoogstwaarschijnlijk door staalslak kwam. De gemeente Beverwijk ontkende het probleem en ondernam geen actie. Het onderzoek door Spaans en zijn collega's Friso Bos en Bart Vuijk leidde tot een serie publicaties over staalslak, milieuverontreiniging en de risico’s daarvan, en de dubieuze rol van de gemeente. Nadat er Tweede Kamervragen over waren gesteld werd door de gemeente Beverwijk een groot milieuonderzoek gestart.

## Erkenning
De publicaties rond ’Gifschandaal in Beverwijk’ werden bekroond met de belangrijkste journalistieke prijs van Nederland, De Tegel 2024 in de categorie Regionaal/lokaal. 

## Schrijver
Oscar Spaans schrijft korte verhalen die in literaire bladen en kranten als De Revisor, Tirade, Kluger Hans, Tijdschrift Ei en NRC Next zijn verschenen. Nadat hij in 2014 tweemaal de ‘Columnistenjacht’ van de Volkskrant won, werd hij gastcolumnist voor die krant. Vanaf datzelfde jaar verschenen zijn in de zomerbijlage van het Noordhollands Dagblad. Met zijn verhaal 'Beestjes' won Spaans De Grote Lowlands Schrijfwedstrijd.  Vanaf februari 2019 was hij enkele jaren eindredacteur van het online platform voor journalistiek hard//hoofd. 
In 2019 debuteerde hij met zijn verhalenbundel Vacuüm. In het juryrapport stond ‘Oscar zet op zeer overtuigende wijze sfeer neer, speelt met de verwachtingen van de lezer en maakt effectief gebruik van verschillende lagen. Een geloofwaardig literair verhaal met bovendien een paar fijn gruwelijke elementen.’ 
In zijn boek Vacuüm beschrijft Spaans in achttien literaire verhuisverhalen het leven van een aantal onthechte mensen. De inspiratie voor deze korte verhalen haalde hij uit zijn opgedane ervaringen als verhuizer.

## Prijzen
- 2014 - winnaar Columnistenjacht
- 2017 - winnaar Grote Lowlands Schrijfwedstrijd
- 2024 - De Tegel